# Rescue Me (Madonna)
Rescue Me is een hitsingles van Madonna uitgebracht in 1991. 
Het nummer is afkomstig van Madonna's eerste greatest hits-album The immaculate collection. Oorspronkelijk wilde Madonna Rescue Me niet op single uitbrengen, maar radiostations pikten het nummer wel op, zodat het al gauw een airplayhit werd. In de Verenigde Staten wist het nummer, nadat het op single was uitgebracht, niet meer hoger te komen dan de al behaalde negende plaats. In het Verenigd Koninkrijk werd de release uitgesteld, omdat daar juist de re-release van Crazy For You was uitgebracht. Rescue Me bereikte er later alsnog de derde plaats.
In Nederland werd een negende plaats in de Top 40 behaald. Voor de videoclip werd gekozen voor live-beelden van een optreden tijdens de Who's That Girl World Tour, van vier jaar eerder. Dit was geen officiële video.
Net als de andere nieuwe single op The immaculate collection, Justify my love, werd er door Madonna meer gesproken dan gezongen in Rescue Me. Deze stijl zette ze daarna voort op het album Erotica. Het instrumentale gedeelte is een mengsel van de stijlen van Vogue en Justify My Love.